# Dalasi
O dalasi, dalase, dalássi ou dalassi é a moeda corrente da Gâmbia e é subdividido em 100 bututs. Seu código ISO 4217 é GMD. Foi adaptado em 1971 em substituição da libra da Gâmbia à taxa de 1 libra = 5 dalasis.

## Moedas

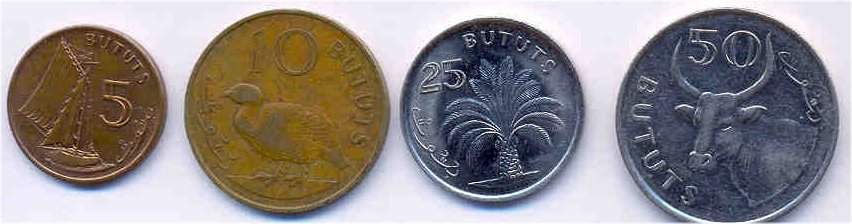
Moedas de 5, 10, 25 e 50 bututs.

Em 1971, moedas com as denominações de 1, 5, 10, 25 e 50 bututs e 1 dalasi foram introduzidas. O desenho do reverso das três moedas de valor mais elevado foram aproveitados das moedas da denominação anterior.
Uma nova moeda de 1 dalasi foi emitida em 1987, inspirada na moeda de 50 Pence do Reino Unido.